# Bonbon cravate

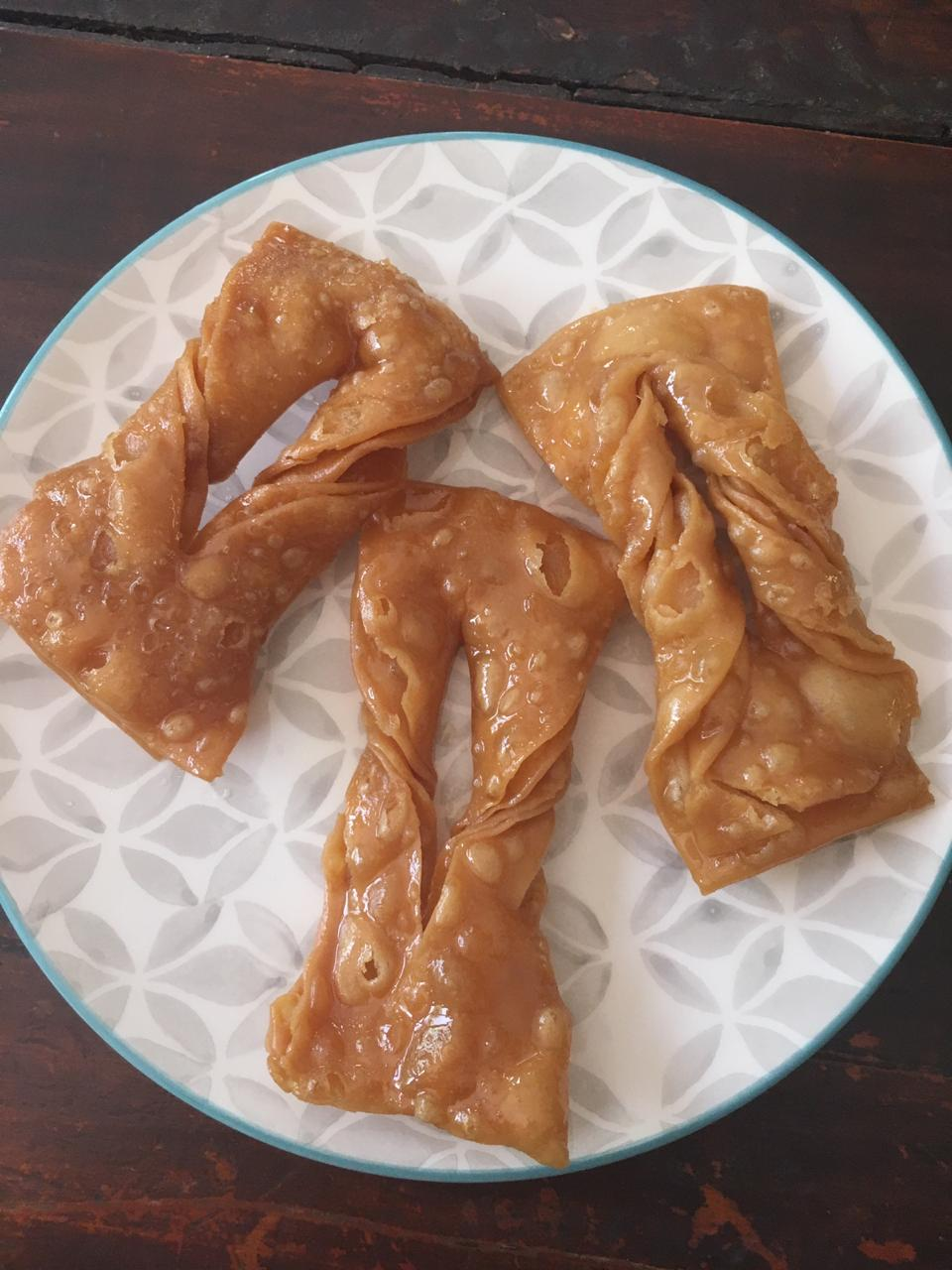
Bonbons cravate

Le bonbon cravate est une friandise croustillante consommée sur l'île de La Réunion. Fabriquée à partir d'une pâte à base de farine, de riz et de sucre à laquelle on fait subir une friture à l'huile, elle est vendue dans les boulangeries et les épiceries de quartier, notamment dans les boutiques chinoises. 
Son nom lui vient de sa forme : celle d'une fine feuille rectangulaire torsadée en son centre pour ressembler à un nœud papillon.